# Pieni Talaslampi
Pieni Talaslampi är en sjö i Finland. Den ligger i kommunen Kuhmo i landskapet Kajanaland, i den östra delen av landet, 500 km nordost om huvudstaden Helsingfors. Pieni Talaslampi ligger 257 meter över havet. Arean är 14,7 hektar och strandlinjen är 1,48 kilometer lång. Sjön  ingår i Uleälvens huvudavrinningsområde.   I omgivningarna runt Pieni Talaslampi växer i huvudsak barrskog.